# Massoneria femminile

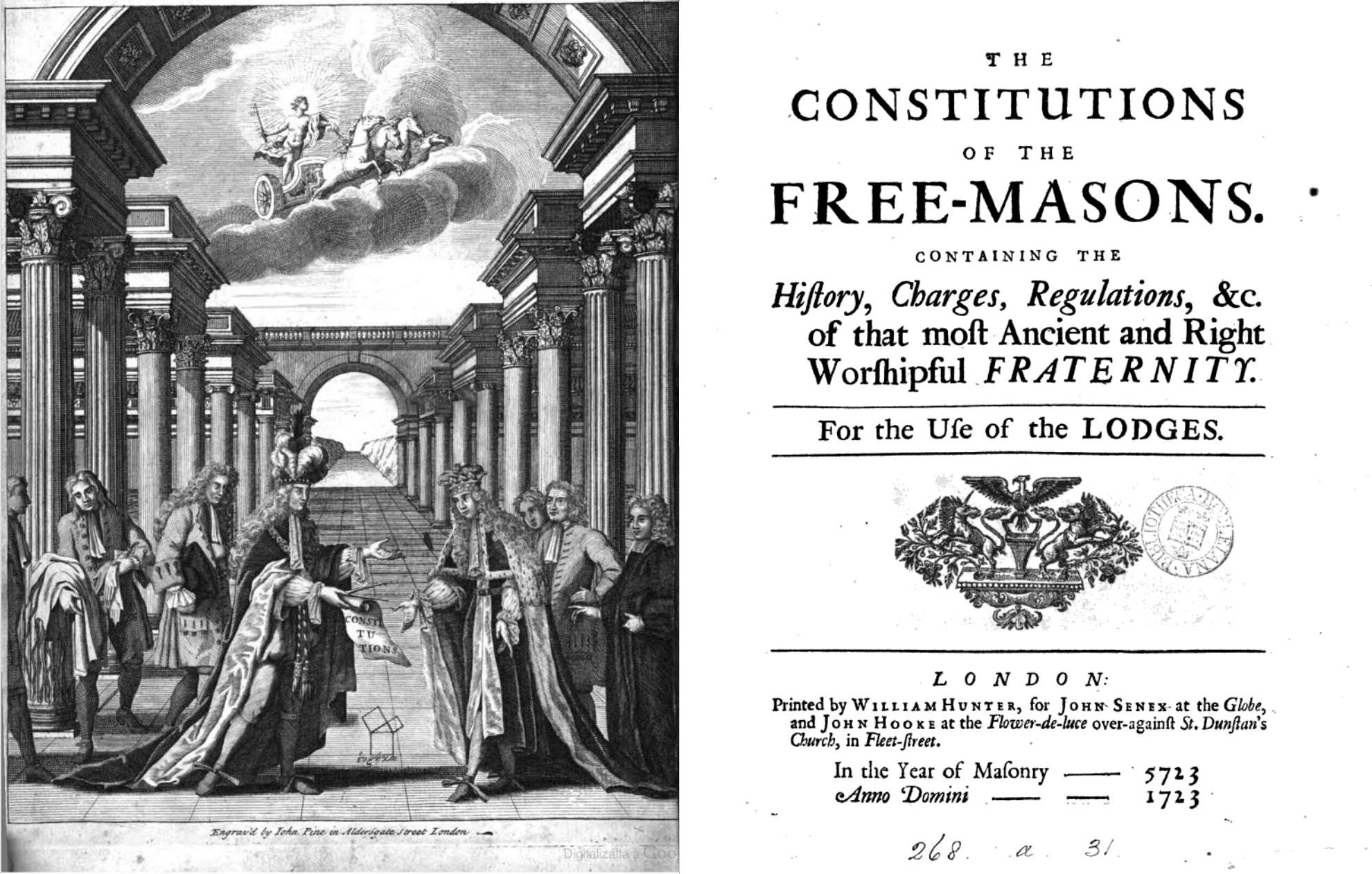
Anderson's Constitutions

La massoneria femminile, e la donna in massoneria, sono da sempre fonte di grande discussione, anche all'interno della massoneria stessa.
Pur esistendo logge, e obbedienze sia miste, che solo di donne, secondo una parte della massoneria, le donne non possono ricevere l'iniziazione, da un punto di vista strettamente esoterico, questo viene giustificato dal fatto che l'iniziazione sia di tipo solare, e quindi maschile.
Oltre ai meri motivi esoterici, ci sono motivazioni legate ai regolamenti, ed in particolare ai “landmark”, ovvero le Costituzioni redatte nel 1723 ad opera e firma di James Anderson, Gran Sorvegliante nella Gran Loggia di Londra, e poi divenute la base per la nascita di tutte le comunioni massoniche del mondo.

## Le costituzioni di Anderson
Come accennato, uno dei punti più discussi, nasce dalla interpretazione letterale, delle costituzioni di Anderson, che al III capo afferma: "Le persone ammesse come membri di una Loggia devono essere uomini buoni e sinceri, nati liberi e di età matura e discreta, non schiavi, non donne, non uomini immorali o scandalosi, ma di buona reputazione".
Queste parole vengono prese in modo del tutto letterale, da alcune obbedienze massoniche, mentre altre, seguendo una visione più ampia, e pur rimanendo fedeli all'ossatura delle antiche costituzioni, hanno rivisto questa, come altre parti, permettendo alle donne di essere iniziate soprattutto in tempi che, rispetto al 1723, hanno visto la condizione della donna mutare. Chi permette l'iniziazione delle donne infatti, prende anche in considerazione, che tale divieto dell'epoca era dovuta anche alla condizione della donna del '700.

## La prima donna massone: Elizabeth Aldworth

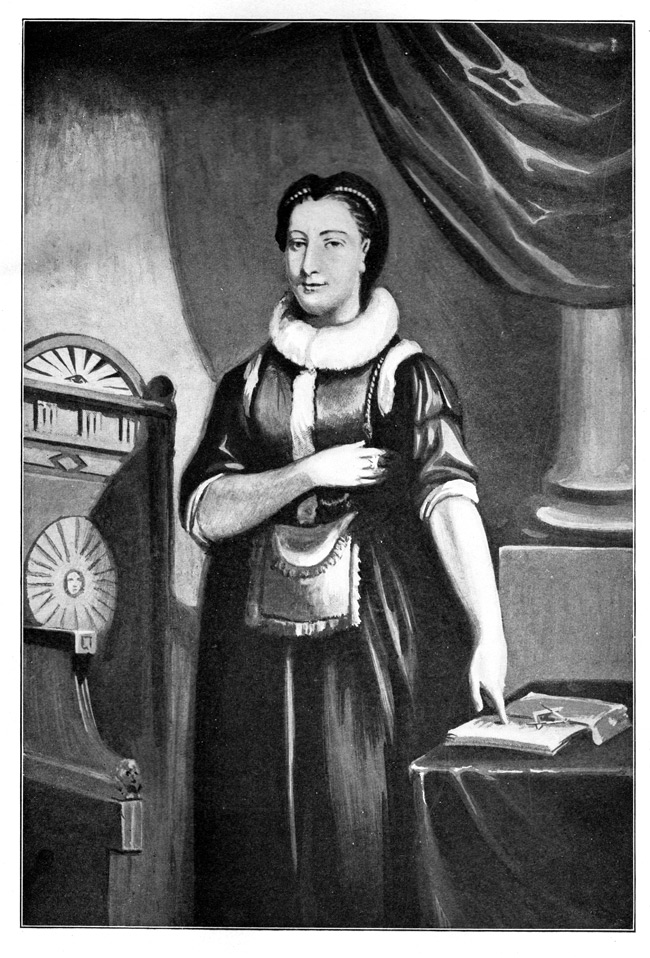
Elizabeth Aldworth

Elizabeth Aldworth, la prima donna massone, nacque nel 1695 da Arthur, St.Leger, primo visconte di Doneraile, della Contea di Cork in Irlanda. Nel 1713 sposò Richard Aldworth. è conosciuta come “the lady freemason” proprio perché è stata la prima donna ad essere iniziata alla massoneria irlandese. Nel XVIII secolo le logge si riunivano spesso nelle case private, ed è proprio in una di queste riunioni segrete Elizabeth, che si trovava in una stanza adiacente, spostando un mattone (alcuni dicono un orologio) avrebbe assistito alla cerimonia della loggia. Quando i membri della loggia scoprirono che il loro segreto era stato violato, decisero di iniziarla alla massoneria. A testimonianza dell'iniziazione abbiamo un ritratto di Elizabeth ,dove viene ritratta con gli emblemi massonici, e in più una lapide in sua memoria nella cattedrale del nuovo San Finbarre.

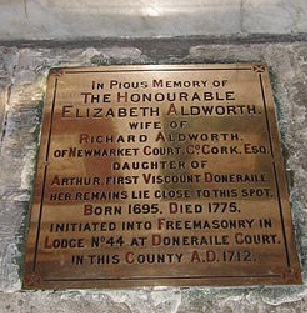
2005 FinbarreCathedral AldworthPlaque

## Altre donne massoni
La signora de Xaintrailles, la berlinese Marie-Henriette Heiniken, era l'amante del generale omonimo che alla stregua di molte eroine del suo tempo, aveva partecipato vestita da uomo alle guerre della rivoluzione. Quando si ritrovò ad una festa di adozione nella loggia "Freres Artistes", fu costretta a rivelare la sua vera identità. La loggia però riconoscendo i suoi meriti e le sue virtù tanto virili da essere stata incaricata di missioni nelle quali si esigeva sia coraggio che prudenza, decise si accettarla e di conferirle il primo grado della vera massoneria. La donna quando seppe tale notizia affermò "Io sono un uomo per il mio paese, sarò un uomo per i miei fratelli". È considerata la prima donna ad essere stata iniziata in Massoneria in Francia.
Salomè Anderson ebbe una storia simile a quella di Elizabeth Aldworth, infatti Salomè avrebbe spiato per molto tempo i riti massonici che si svolgevano nella casa di suo zio attraverso le mura della camera adiacente e quando fu scoperta venne iniziata alla massoneria nel 1892, anch'ella in una loggia maschile. La sua vicenda potrebbe però è soggetta a revisione storica perché non sappiamo quanto aderente ai fatti. Molti giornali americani infatti raccontarono la storia inventando, storpiando, cambiando particolari, e la Anderson non ha mai confermato né smentito alcuna versione autentica, né se fosse stata mai realmente iniziata alla massoneria.
Anita Bussalai (Livorno 1939 - Cagliari 2017) è stata Gran Maestra della Gran Loggia Femminile d'Italia. Si è battuta sino alla sua morte - data da un cancro al fegato - per una massoneria pulita e più al femminile.

## Logge di adozione
Nel XVIII secolo i massoni francesi diedero accesso alle donne tramite il meccanismo dell'adozione: crearono infatti uno spazio dove esse potevano partecipare a riunioni differenti e separate da quelle della loggia maschile. I riti della massoneria femminile, in questo caso, sono misti tra maschi e femmine, le donne non potevano lavorare da sole o creare logge solo femminili. Questa “convivenza” veniva però taciuta agli apprendisti di primo grado. Soltanto a partire dal 1770 la massoneria femminile fu ufficializzata, nel 1774 passò sotto la giurisdizione del Grande Oriente di Francia e i regolamenti pubblicati mostrano quattro tipi di gradi:
- Apprentie
- Compagnonne
- Maîtresse
- Parfaite Maçonne

Questo tipo di massoneria si interruppe intorno al 1860 a causa dei movimenti rivoluzionari, per poi ripartire nel 1952 con la creazione della Gran Loggia Femminile di Francia. Anche in altri paesi ci fu posto per le donne nella associazione, come in Belgio con la Gran Loggia Femminile del Belgio, oppure negli Stati Uniti o più precisamente a Washington DC dove risiede il quartier generale del Rito Adottato dell'Ordine Internazionale della Stella d'Oriente (1850) per le donne degli uomini massoni. Sempre negli Stati Uniti ci sono altri ordini che accolgono giovani ragazze e donne imparentate con gli iniziati alla massoneria. 
Nonostante questo la massoneria ad oggi rimane un ordine prettamente maschile e restio dell'accettare nelle grandi logge le figure femminili.

## Massoneria mista

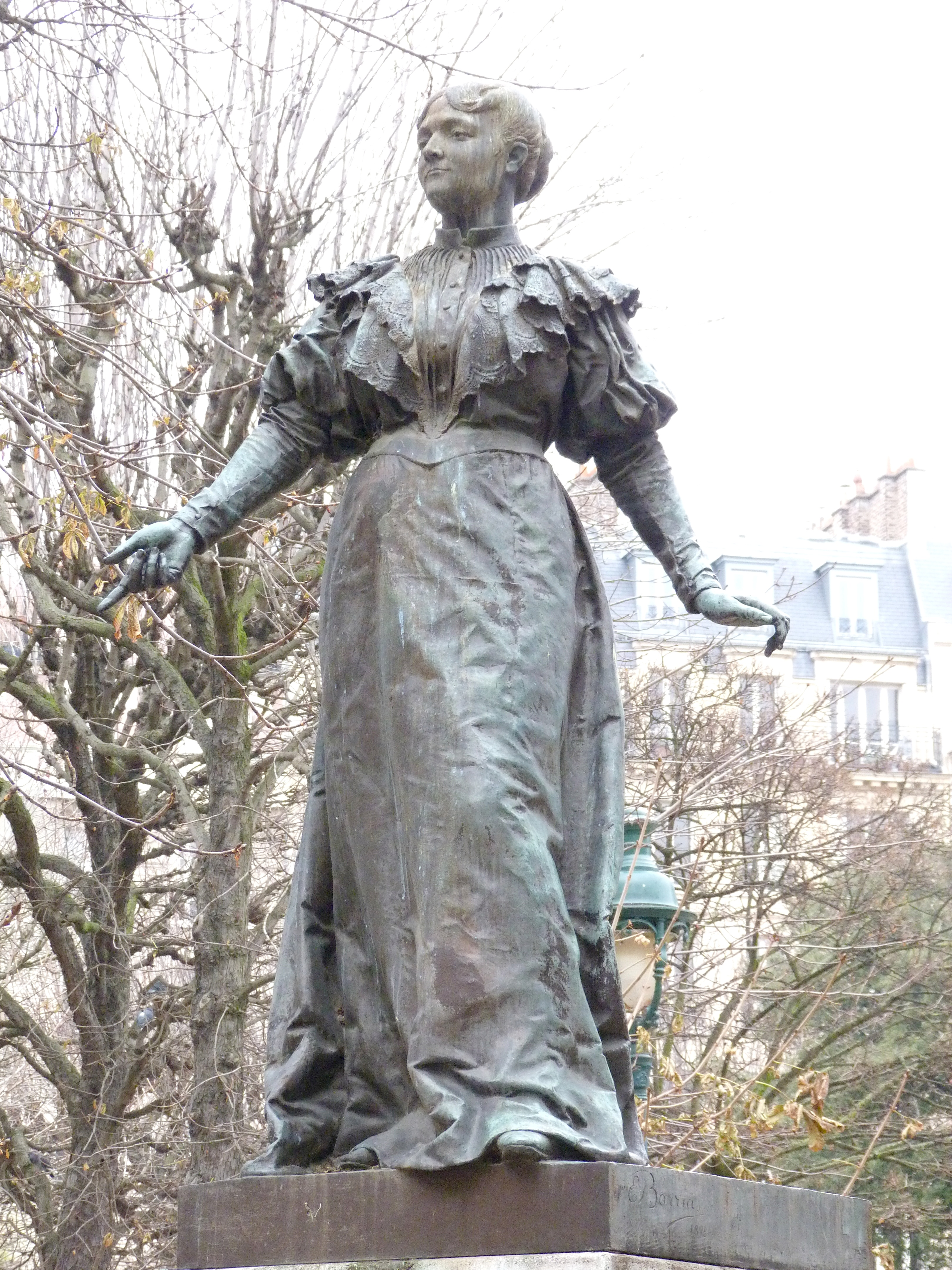
Monumento a Maria Deraismes ritratta con paramenti massonici, bronzo, dello scultore Barrias, piazza delle Epinettes, Parigi, 17° Arron.

L'evento che ufficializzò la nascita della massoneria mista fu l'iniziazione di Maria Deraismes nella loggia Les Libre Penseurs, una loggia di uomini sotto la Grand Loge symbolique écossaisede ma avendo la sua iniziazione suscitato scandalo perché annunciava un progetto organico dell'ingresso delle donne per opera di Georges Martin, la stessa loggia che la accolse fu sospesa e reintegrata cinque mesi più tardi senza il nome di Maria tra i suoi iscritti. Maria Deraismes istruì allora sedici donne ai valori massonici, con cui, insieme ad altri uomini e sotto la guida esperta di Georges Martin, fondò nel 1893 l'Ordine massonico misto Le Droit Humain. Negli anni che seguirono, Martin lo rese internazionale come lo aveva pensato Deraismes, e a oggi è presente in 64 paesi in tutto il mondo, tra cui anche l'Italia dal 1904, quando fondò la sua prima Loggia, la n.16 di Roma. 
Vi sono altre comunioni tra cui la Gran Loggia D'Italia che ammette le donne con pari dignità sia iniziatica che amministrativa, le donne sono ufficialmente accettate solo dal 1955, ma dagli archivi della stessa comunione risulta che nel 1921 venne iniziata la prima donna in una loggia di Firenze, dal nome Noemi Truci Ruspantini. Risultano iniziate inoltre altre donne in anni precedenti il 1955, mentre il Sovrano ordine massonico d'Italia, dal 2011 ha eletto al suo massimo vertice una donna.

## La massoneria in Italia
Le prime logge di adozione o femminili si crearono in Italia intorno all'Ottocento nel napoletano. Queste prime associazioni erano costituite da nobildonne, con il passare degli anni si aggiunsero le donne massone che lottarono per l'unità d'Italia. Infatti fu proprio Giuseppe Garibaldi, divenuto primo Gran Maestro D'Italia dopo l'unità , a decidere che queste donne per la loro opera eroica erano degne di essere iniziate, e riconosciute anche nelle logge.
In Italia, già dal 1904 le donne possono essere iniziate nel Droit Humain, che ebbe la sua prima loggia a Roma in quanto ordine internazionale, contrassegnata col n. 16 e tenuta a battesimo da Annie Besant in persona, mentre le logge successive si organizzarono in Federazione nel 1916.
Le donne in oltre, se parenti di massoni, possono entrare nell'Ordine della Stella d'Oriente, legato al Grande Oriente d'Italia (solo di recente ci sono state proposte di apertura mista nel GOI), mentre possono essere iniziate direttamente come massoni a tutti gli effetti nell'obbedienza mista della Gran Loggia d'Italia degli Alam (detta massoneria di Piazza del Gesù o di Palazzo Vitelleschi) e nel Supremo Consiglio d'Italia e San Marino, ma anche in altre Obbedienze.
Esistono inoltre obbedienze italiane esclusivamente femminili:
- La Gran Loggia Massonica Femminile d'Italia (GLMFI), fondata nel 1990, è l'unica obbedienza riconosciuta in Italia, con statuto e regolamenti riconosciuti dalla Gran Loggia Femminile di Francia. Essa deriva dalla Gran Loggia Tradizionale Femminile d'Italia, scissione a sua volta della Gran Loggia Femminile d'Italia, storica obbedienza femminile fondata nel 1975 da Marisa e Franca Bettoja e da Lia Bronzi Donati, successivamente guidata da Anita Bussalai.[14]
- la Gran Loggia Autonoma Isthar è riconosciuta dall'UMSOI, opera con quattro distinti rituali ed è costituita da solo quattro gradi:

1) Tessitrici
2) Cucitrici
3) Filatrici
4) Ricamatrici
Le sorelle ricamatrici operano per conto del Grande Evolutore dei Mondi e sono amministrate da uno jerofante ed una grande maestra. La loro officina è denominata filanda
- La Gran Loggia Massonica Donne d'Italia (GLMDI), di Rito Scozzese Antico ed Accettato, fondata a Roma nel 2014. È l'unica Obbedienza Italiana formata esclusivamente da Donne che abbia sede a Roma.[15] Ha stipulato un trattato di amicizia e di alleanza fraterna con il Sovrano ordine massonico d'Italia.[16]
- Massoneria Femminile delle Logge d'Adozione  dell'Antico e Primitivo Rito Orientale (rettificato) di Mitzraïm e Memphis

L'appartenenza si fonda su principi di meritocrazia ed equità, fratellanza e libertà nella cultura. La loggia femminile incoraggia la coesione come strumento per praticare e promuovere valori quali l'onestà, l'onore e la parola data nell'ambito di «un'élite spirituale che però non è riservata solo a chi ha cultura o denaro, ma a tutte coloro che hanno requisiti morali e voglia di migliorarsi». In questo senso, viene inteso il ruolo storico di mediazione della donna con l'Altissimo, che caratterizza la serie di maestre spirituali succedutesi «dalle sacerdotesse egizie alla Vergine Maria».